# Jesús Salvador Treviño

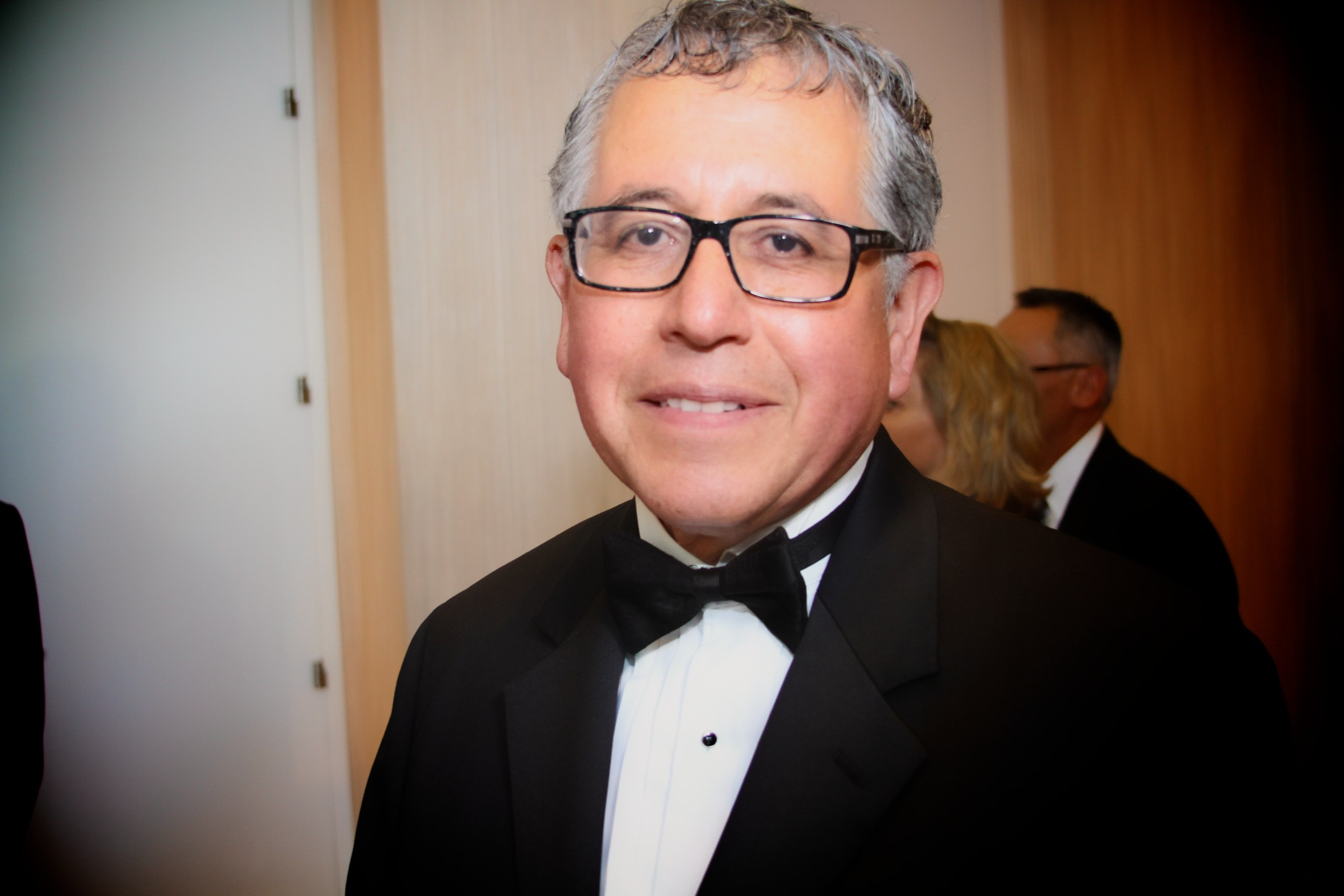
Jesús Salvador Treviño

Jesús Salvador Treviño (* 26. März 1946 in El Paso, Texas) ist ein US-amerikanischer Filmregisseur und Drehbuchautor.
Treviño ist ein gefragter Regisseur von Action- und Science-Fiction-Fernsehserien. So begann er zunächst als Drehbuchautor, doch sein 1979 gedrehter Horrorfilm Bis aufs Blut, bei dem er auch Regie führte, erwies sich als Flop.
Schon bald darauf begann er für namhafte Fernsehserien zu arbeiten.

## Filmografie
- Chicago Soul (Gabriel’s Fire)
- New York Cops – NYPD Blue (NYPD Blue)
- Chicago Hope – Endstation Hoffnung (Chicago Hope)
- seaQuest DSV
- Space 2063 (Space: Above and Beyond)
- Pretender (The Pretender)
- Star Trek: Raumschiff Voyager (Star Trek: Voyager)
- Nash Bridges
- Star Trek: Deep Space Nine
- Dawson’s Creek
- Babylon 5
- Emergency Room – Die Notaufnahme (ER)
- Third Watch – Einsatz am Limit (Third Watch)
- O.C., California (The O.C.)
- Crossing Jordan – Pathologin mit Profil (Crossing Jordan)
- Criminal Minds
- Prison Break
- Bones – Die Knochenjägerin (Bones)
- Criminal Intent – Verbrechen im Visier (Law & Order: Criminal Intent)

## Auszeichnungen
Treviño gewann bisher zwei Directors Guild of America Awards und war für zwei ALMA Awards nominiert.